# Lepidosperma drummondii
Lepidosperma drummondii är en halvgräsart som beskrevs av George Bentham. Lepidosperma drummondii ingår i släktet Lepidosperma och familjen halvgräs. Inga underarter finns listade i Catalogue of Life.